# Юбилейный мост (Ярославль)
Юбиле́йный мост — автомобильно-пешеходный мост через реку Волга в Ярославле, построенный в 2006 году. Расположен в северной части города. Часть федеральной трассы М8.
Схема русловой части моста: 84 + 105 + 126 + 2×147 + 105 м, длина — 733 м, общая протяжённость с эстакадами — 3,510 км. Общая масса — 10,4 тыс. тонн.
Активные работы по строительству мостового перехода началось в июне 2001 года. Движение по первой очереди моста открыто 13 октября 2006 года Владимиром Путиным. Полностью мост, включая правобережную эстакаду с двухуровневыми развязками, открыли в августе 2010 года. Генеральный подрядчик стройки — Мостоотряд № 6.
Стальные конструкции для моста поставляли ЗАО «Курганстальмост» и ярославский Завод № 50.
Затраты на строительство моста составили более 4,5 миллиардов рублей; 70 % финансировал федеральный бюджет, 30 % — областной.
В 2013 году на мосту было заменено асфальтобетонное покрытие.

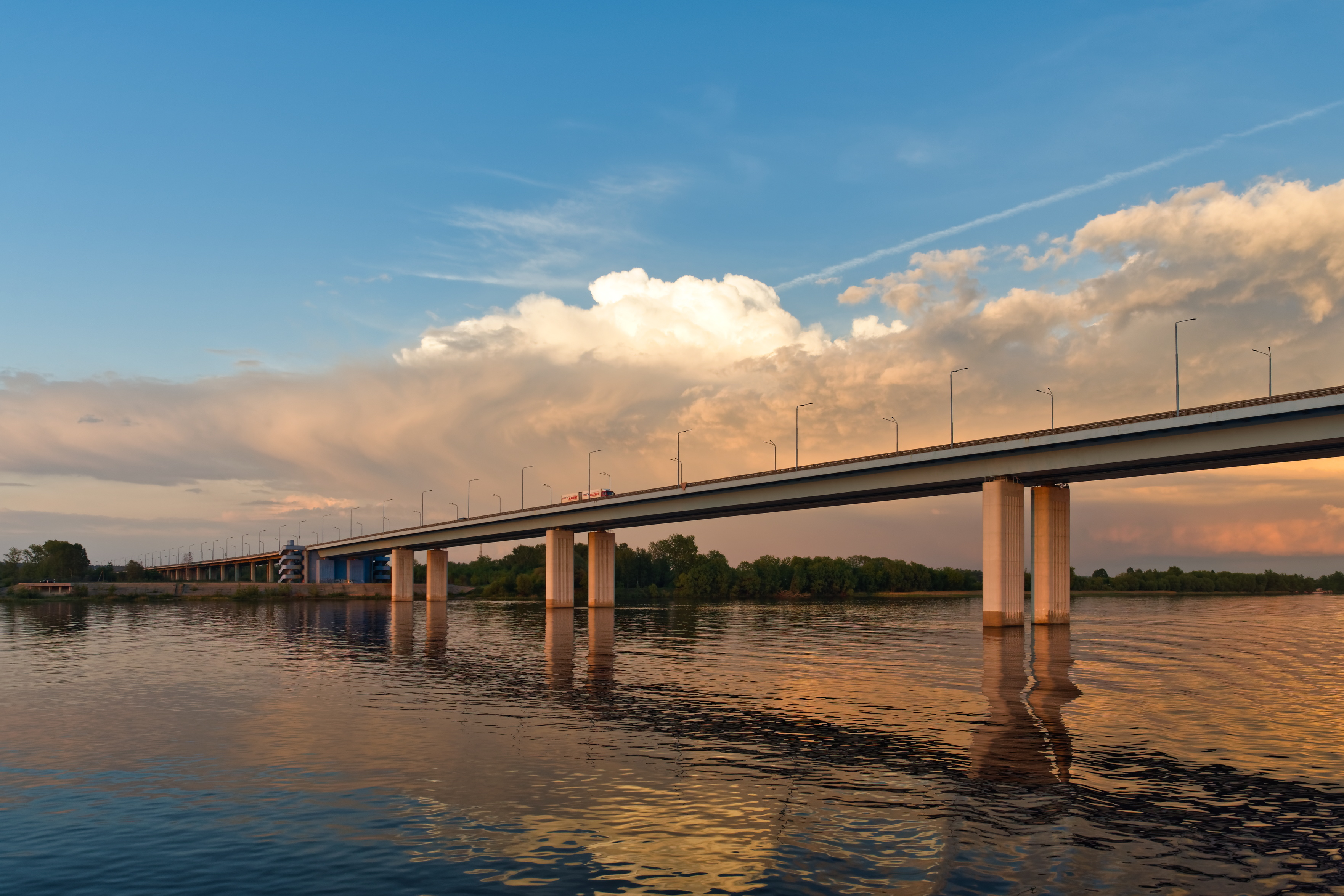
Мост в 2019 году

## Происхождение названия
Название моста связано с подготовкой к празднованию 1000-летнего юбилея города.
30 марта 2006 года, ещё до окончания строительства, Администрация Ярославской области объявила конкурс на лучшее название нового моста. С 1 апреля по 1 мая в Администрацию Ярославской области поступило 511 заявок с 615 вариантами названий. Выбирала название комиссия, состоящая из губернатора Анатолия Лисицына и двух вице-губернаторов.
В обиходе Юбилейный мост обычно называется просто «новый», а Октябрьский мост — «старый».